# Col de la Moutière
Der Col de la Moutière ist ein 2454 m hoher Gebirgspass in den französischen Seealpen.

## Geschichte
Am Pass befindet sich ein 1823 gesetzter Grenzstein, der bis 1861 die Grenze zwischen Frankreich und dem zum Königreich Sardinien-Piemont gehörenden Savoyen markierte.

## Lage und Umgebung
Die Passhöhe befindet sich nur wenige hundert Meter westlich der Cime de la Bonette, allerdings rund 350 Meter tiefer als diese.

### Höhe
Auf topographischen Karten ist die Angabe: Col de la Moutière 2454 m zu finden. Vor Ort steht allerdings ein kleines Schild mit der Angabe: Col de la Moutière 2450 m.

### Zugänge
Nach Westen führt vom Pass die unasphaltierte Straße D9 zur D906 von Barcelonnette zum Col de la Cayolle und nach Nordosten ebenfalls unasphaltiert zur D64 auf den Col de Restefond. Richtung Süden führt die asphaltierte D63 nach Saint-Dalmas-le-Selvage und vereinigt sich mit der D64 vom Col de la Bonette zur D2205 nach Saint-Étienne-de-Tinée.
Zumindest an der Zufahrt vom Col de Restefond sind Wohnmobile und -Anhänger nicht erlaubt, es herrscht eine Gewichtsbeschränkung von 3,5 t und eine Geschwindigkeitsbeschränkung von 20 km/h.

### Sonstiges
Die Route über den Col de la Moutière bietet zumindest für Mountainbikes oder Enduros eine landschaftlich reizvolle Alternative zur Strecke über den Col de Restefond.